# Pigen med nålen
Pigen med nålen is een Deens-Pools-Zweedse dramafilm uit 2024, geregisseerd en mede geschreven door Magnus von Horn. De film is heel losjes gebaseerd op het waargebeurde verhaal van de Deense seriemoordenares Dagmar Overbye, die arme vrouwen hielp hun ongewenste kinderen te vermoorden en in 1921 werd veroordeeld.

## Verhaal
In Kopenhagen na de Eerste Wereldoorlog neemt de jonge, zwangere Karoline een baan aan als min bij een oudere vrouw genaamd Dagmar om aan de armoede te ontsnappen. Dagmar exploiteert een clandestien adoptiebureau onder het mom van een snoepwinkel, dat kansarme moeders helpt hun ongewenste pasgeborenen in pleeggezinnen te plaatsen. Karoline krijgt een hechte band met Dagmar, maar wordt al snel geconfronteerd met de nachtmerrieachtige realiteit waarin ze ongewild terecht is gekomen.

## Rolverdeling
| Acteur            | Personage |
| ----------------- | --------- |
| Vic Carmen Sonne  | Karoline  |
| Trine Dyrholm     | Dagmar    |
| Besir Zeciri      |           |
| Joachim Fjelstrup |           |
| Tessa Hoder       |           |

## Productie
De film werd geproduceerd door Malene Blenkov voor Nordisk Film Denemarken en Mariusz Wlodarski voor Lava Films (Polen), in coproductie met Nordisk Film Zweden, Film i Väst, het Łódź Filmfonds en het Dolnośląski Filmfonds, en ondersteund door het Deense Filminstituut, het Poolse Filminstituut, het Zweedse Filminstituut, DR, SVT, Nordisk Film & TV Fond en Eurimages.

## Release en ontvangst
Pigen med nålen ging op 15 mei 2024 in première op het Filmfestival van Cannes in de competitie voor de Gouden Palm. De film werd geselecteerd als Deense inzending voor de beste internationale film voor de 97ste Oscaruitreiking en werd ook genomineerd.

## Prijzen en nominaties
De belangrijkste:
| Jaar | Prijs                   | Categorie                     | Genomineerde(n)                | Uitslag     |
| ---- | ----------------------- | ----------------------------- | ------------------------------ | ----------- |
| 2025 | Academy Awards (Oscars) | Beste internationale film     | Beste internationale film      | Genomineerd |
| 2025 | Golden Globe Award      | Beste film – niet-Engelstalig | Beste film – niet-Engelstalig  | Genomineerd |
| 2024 | Europese filmprijzen    | Beste scenario                | Magnus von Horn, Line Langebek | Genomineerd |
| 2024 | Europese filmprijzen    | Beste actrice                 | Trine Dyrholm                  | Genomineerd |
| 2024 | Europese filmprijzen    | Beste actrice                 | Vic Carmen Sonne               | Genomineerd |
| 2024 | Europese filmprijzen    | Beste productieontwerp        | Jagna Dobesz                   | Gewonnen    |
| 2024 | Europese filmprijzen    | Beste filmmuziek              | Frederikke Hoffmeier           | Gewonnen    |
| 2024 | Filmfestival van Cannes | Gouden Palm                   | Magnus von Horn                | Genomineerd |